# Shiori Tamai
Shiori Tamai (玉井 詩織, Tamai Shiori, nascida em 4 de junho de 1995 em Kanagawa) é uma cantora japonesa, membro do girl group de ídolos Momoiro Clover Z. Sua cor característica no grupo é o amarelo. Ela também fez papel de dublagem na série Akumu-chan da Nippon TV. A Oricon ranqueou Tamai em sexto lugar em sua lista de jovens adultos promissores de 2016.
Tamai iniciou uma carreira solo no início de 2023. Ela começou lançando doze singles consecutivos como parte do projeto "Shiori Tamai 12 Colors", que teve a participação de Takuro do Glay, até o lançamento de seu álbum de estreia em 4 de junho de 2024. Intitulado colorS, ele ficou em nona posição na Oricon Albums Chart. Seus primeiros shows solo aconteceram em 3 e 4 de março no Tokyo International Forum Hall, e foram gravados e lançados em Blu-ray em 25 de junho.

## Discografia
Fonte:
Álbuns de estúdio
- colorS (2024), posição de pico na Oricon: 9ª[7]

Álbuns de vídeo
- Momotamai Marriage Live with Kanako Momota (2017)
- Iroiro -SHIORI TAMAI SOLO CONCERT at TOKYO INTERNATIONAL FORUM (2024)

Singles
- "Akatsuki" (暁) (2023)
- "Another World" (2023)
- "Nichijō" (日常) (2023)
- "Eyes on Me" (2023)
- "Spicy Girl" (2023)
- "Nakuna Himawari" (泣くな向日葵) (2023)
- "Happy-End" (2023)
- "Marine Blue" (マリンブルー) (2023)
- "Sepia" (2023)
- "Hōseki" (宝石) (2023)
- "Velvet no Mori" (ベルベットの森) (2023)
- "We Stand Alone" (2023)
- "Shape" (2024)